# Svart myrvireo
Svart myrvireo (Dysithamnus occidentalis) är en fågel i familjen myrfåglar inom ordningen tättingar.

## Utseende och läte
Svart myrvireo är en knubbig myrfågel med en kroppslängd på 15 cm. Hanen är skiffersvart ovan, undertill ljusare. Vingarna är brunsvarta med två vitprickiga vingband. En ljus fläck mellan skuldrorna är ofta dold. Honan har kastanjebrun hjässa och rygg, medan vingar och stjärt är sotfärgade. De dubbla vingbanden är mer beigefärgade. Lätet är en mörk och guttural skällande seire med tre till fyra snabba stavelser: "JEER-deer-dur" eller "JEER-deer-dur-dr". Även korta visslande "peeur" hörs. Ett läte som möjligen kan vara sången beskrivs som "du-du-du-duAYY".

## Utbredning och systematik
Svart myrvireo delas in i två underarter med följande utbredning:
- Dysithamnus occidentalis occidentalis – förekommer i Andernas Stillahavsslutning i sydvästra Colombia och norra Ecuador (Carchi)
- Dysithamnus occidentalis punctitectus – förekommer Andernas östsluttning i Ecuador (västra Napo och Morona Santiago)

## Status och hot
Svart myrvireo har en liten världspopulation bestående av uppskattningsvis endast 7 300 och 8 000 vuxna individer. Den tros också minska i antal till följd av habitatförlust. Internationella naturvårdsunionen IUCN kategoriserar den som nära hotad (NT).